# Bryan McClendon
Bryan McClendon (Chicago, Illinois, 1983. december 28. –) amerikai amerikaifutball-edző, 2024 óta a Tampa Bay Buccaneers wide receivereinek edzője. 2015-ben a Georgia Bulldogs, a 2021-es Alamo Bowl idején az Oregon Ducks ideiglenes vezetőedzője volt.

## Játékosként
Az atlantai Benjamin E. Mays Középiskolában amerikai futballt játszott, majd a Georgiai Egyetem wide receivere lett. 2005-ben szerzett diplomát; utolsó évében a csapat 44 mérkőzést nyert, ami 2022-ig a legtöbb volt. Egy touchdownja hozzájárult a Georgia Tech Yellow Jackets elleni győzelemhez. Diplomaszerzése után egy szezonban a Chicago Bearsnél játszott.

## Edzőként

### Georgia Bulldogs
Kezdetben a Georgia Bulldogs helyettes edzője, majd Tony Ball előléptetését követően, 2009 és 2013 között running backjeinek edzője, emellett 2013 és 2015 között toborzója volt. 2013 és 2015 között a wide receiverek edzője, majd 2015. január 12-ei előléptetését követően helyettes vezetőedző volt. Mark Richt távozása miatt a 2016-os TaxSlayer Bowl idejére ideiglenes vezetőedzőnek nevezték ki.

### South Carolina Gamecocks
Később a South Carolina Gamecocks társ-támadókoordinátora és wide receivereinek edzője lett, 2018. január 5-én pedig támadókoordinátorrá léptették elő. Mivel a 2019-es szezonban a támadójátékosok csak egy touchdownt vittek véghez, lefokozták a wide receiverek edzőivé.

### Oregon Ducks
2020. április 17-én az Oregon Ducks wide receivereinek edzője és passzkoordinátora lett, 2021. december 6-án pedig az Alamo Bowl idejére ideiglenes vezetőedzővé nevezték ki.

### Visszatérés a Georgia Bulldogshoz
Később a Miami Hurricanes társ-támadókoordinátora lett volna, de 2022. január 31-én újra a Georgia Bulldogshoz vették fel. Pályafutása alatt a csapat megnyerte a College Football Playoff bajnokságát.

### Tampa Bay Buccaneers
2024. február 23-ától a Tampa Bay Buccaneers wide receivereinek edzője.

## Családja
Édesapja Willie McClendon running back. Feleségével, Amberrel két gyermekük (Bryan és Brooke) született.

## Eredményei vezetőedzőként
| Év                                         | Eredmény                                   | Eredmény                                   | Továbbjutás                                | Rangsor                                    | Rangsor                                    |
| Év                                         | Összesített                                | Konferencia                                | Továbbjutás                                | Coaches                                    | AP                                         |
| Georgia Bulldogs (Southeastern Conference) | Georgia Bulldogs (Southeastern Conference) | Georgia Bulldogs (Southeastern Conference) | Georgia Bulldogs (Southeastern Conference) | Georgia Bulldogs (Southeastern Conference) | Georgia Bulldogs (Southeastern Conference) |
| ------------------------------------------ | ------------------------------------------ | ------------------------------------------ | ------------------------------------------ | ------------------------------------------ | ------------------------------------------ |
| 2015                                       | 1–0                                        | 0–0                                        | TaxSlayer Bowl                             | 24                                         | –                                          |
| Oregon Ducks (Pac-12 Conference)           |                                            |                                            |                                            |                                            |                                            |
| 2021                                       | 0–1                                        | 0–0                                        | Alamo Bowl                                 | 21                                         | 22                                         |
| Összesen:                                  | 1–1                                        | 0–0                                        | –                                          | –                                          | –                                          |

## Fordítás
- Ez a szócikk részben vagy egészben  a   Bryan McClendon című angol Wikipédia-szócikk ezen változatának fordításán alapul.  Az eredeti cikk szerkesztőit annak laptörténete sorolja fel. Ez a jelzés csupán a megfogalmazás eredetét és a szerzői jogokat jelzi, nem szolgál a cikkben szereplő információk forrásmegjelöléseként.